# Pradosia subverticillata
Pradosia subverticillata är en tvåhjärtbladig växtart som beskrevs av Adolpho Ducke. Pradosia subverticillata ingår i släktet Pradosia och familjen Sapotaceae. IUCN kategoriserar arten globalt som sårbar. Inga underarter finns listade i Catalogue of Life.